# Милан Милошевић (кошаркаш)
Милан Милошевић (Билећа, 26. септембар 1985) босанскохерцеговачки је кошаркаш. Игра на позицији крила.

## Клупска каријера
Каријеру је почео у Херцеговцу из Билеће, да би 2005. године прешао у Слободу из Тузле. У септембру 2008. је потписао четворогодишњи уговор са Црвеном звездом. У Звезди је остао до децембра 2009. када потписује за Босну. У екипи из Сарајева је остао до краја 2009/10. сезоне у којој је клуб освојио Куп Босне и Херцеговине. Сезону 2010/11. је почео на Кипру, у екипи Керавноса из Строволоса, али је наступио на само две утакмице након чега је напустио клуб. У октобру 2011. је потписао за Будућност из Подгорице. У априлу 2013. је напустио Будућност. У сезони 2013/14. је играо за Златорог Лашко. У септембру 2014. је потписао са уговор са грчким Паниониосом. Ипак, за овај клуб није наступао јер је већ следећег месеца прешао у атински АЕК. У АЕК-у је провео три сезоне а потом је по годину дана био играч Промитеаса и Лаврија. Од 2019. до 2021. је наступао за Арис.

## Репрезентација
Са репрезентацијом Босне и Херцеговине је наступао на Европском првенству 2011. у Литванији и на Европском првенству 2015.

## Успеси

### Клупски
- Босна:
  - Куп Босне и Херцеговине (1): 2010.
- Будућност:
  - Првенство Црне Горе (1): 2011/12.
  - Куп Црне Горе (1): 2012.